# Distretto di Makouda
Il distretto di Makouda è un distretto della provincia di Tizi Ouzou, in Algeria.

## Comuni
Il distretto di Makouda comprende 2 comuni:
- Makouda
- Boudjima